# Assassin's Creed: Brotherhood
Assassin's Creed: Brotherhood (укр. Кредо Вбивці: Братство) — відеогра у жанрі пригодницького бойовика та стелс-екшену з виглядом від третьої особи, розроблена компанією Ubisoft Montreal для платформ Microsoft Windows, Xbox 360 та PlayStation 3. Гра видана французькою компанією Ubisoft 19 листопада 2010 року для консолей, а 17 березня 2011 року вийшла версія для ПК.
Це третя гра в основній серії ігор Assassin's Creed. Події розвиваються наприкінці XV — початку XVI століття, та паралельно в теперішньому часі на території Італії. Assassin's Creed: Brotherhood слугує прямим сиквелом гри Assassin's Creed II. Сюжет починається безпосередньо після закінчення подій оригінальної гри. Головним героєм є італійський дворянин — асасин Еціо Аудіторе да Фіренце, який продовжує свою боротьбу з орденом тамплієрів у Римі, щоб завадити йому здобути панування над світом.

## Ігровий процес

### Основи
Ігровий процес стандартний для серії Assassin's Creed, розвиваючи ідеї Assassin's Creed II. Як і в попередніх частинах, основою механіки гри є паркур, використання натовпу й різних укриттів для непомітних убивств («стелс») і розвиненої системи ближнього бою. Відкритий світ гри пропонує нелінійне проходження, хоча основні сцени гри та їх хронологічні рамки визначені скриптами. Безпосереднє проходження сюжетної лінії займає близько 15 годин. Окрім того, гравцю знову надана можливість перегравати всі сюжетні місії гри.
Події гри відбуваються переважно у Римі XVI століття, проте періодично вони переносяться в недалеке майбутнє (порівняно з часом виходу гри), де головним героєм є Дезмонд Майлз (англ. Desmond Miles), який навчається мистецтву асасина за допомогою машини «Анімус 2.0» (лат. anima — душа), що дозволяє зчитувати генетичну інформацію про життя пращурів Дезмонда і реконструювати їхнє минуле. Головний герой історичної частини гри — Еціо Аудіторе да Фіренце (італ. Ezio Auditore da Firenze), один з лідерів і наставників ордену Асасинів. Найлютіші вороги асасинів — представники впливового клану Борджіа, повністю контролюють політику Риму та його корумпованих лідерів.
Порівняно з попередньою грою, бойова система не зазнала суттєвих змін. За словами розробників, динаміка бою стала активнішою та наступальнішою. Тепер заохочуються швидкі атаки, контратаки стали менш ефективними. Система дій NPC стала агресивною, тепер гравця можуть атакувати одразу кілька супротивників. Збільшилось число зброї, з'явилася можливість використовувати стаціонарні гармати у деяких ігрових ситуаціях. Окрім того, серйозно переглянута роль коня, на якому тепер можна пересуватися й у межах міста. Кінь також бере участь у деяких елементах паркуру. В процесі виконання завдань Еціо зустрічає та взаємодіє з різними історичними персонажами, такими як Леонардо да Вінчі, Нікколо Макіавеллі, Катерина Сфорца. Представники роду Борджіа є основними ворогами в грі.

### Локації
Рим. Події гри переважно відбуваються у Римі, який за словами розробників, неможливо було реалізувати в повному обсязі в рамках гри Assassin's Creed II, адже він настільки великий, що для пеертину його пішки потрібно кілька годин. Через руйнівну політики влади Ватикану місто занепало і відстало у розвитку від таких центрів, як Флоренція та Венеція, в той час як Еціо буде сприяти його відновленню, знищуючи тамплієрів і вкладаючи власні кошти у відродження звільнених територій. Рим реалізований в масштабі 1:2 до тих часів. Місто поділяється на чотири райони:
- Центр. В свою чергу центральний район складається з трьох частин — безпосередньо центру міста, острова Тібрського та Тібрського району. В центральному районі будинки розкішно прикрашені, вулиці заповнені натовпами багатих дворян і селян. На вулицях, ринках та площах чергує варта, рідше — вершники. Дахи охороняються стрільцями. На Тібрському острові розташована головна римська база ассасинів з численними потайними входами. На острові живуть прості люди, вартових на острові немає. Тібрський район — єдина локація західного Тибру. В цій місцевості всі будинки напівзруйновані, частина доріг заросла травою, церкви розвалюються, а всі городяни — бідняки й селяни. У римських руїнах несуть варту пильні вартові, на дахах розташовані арбалетники. На півдні району знаходиться порт Траставер. Вночі в Тібрському районі можна легко зазнати нападу грабіжників.
- Околиці. Околиці — край з численними відкритими просторами, де розташовано села, руїни римських храмів та акведуки. Територію патрулюють вершники або прості солдати. Великі скупчення вартових є в термах Діоклетіана і таборі преторіанців. В районі зустрічаються табори французів, вартові там поводяться агресивно щодо чужинців у таборі. Основна частина населення — селяни, рідше — дворяни. Бандитські нічні напади — звична справа в околицях.
- Антико. Характеристика околиць підходить і до району Антико. Тільки головні визначні пам'ятки там — Колізей, Римський Форум і терми Каракали. Вартові там ті ж самі, населення однакове, бандитські напади — звична справа.
- Ватикан. Цей район населений виключно ченцями, багатими дворянами, єпископами та кардиналами. В районі чергує небезпечна папська гвардія, яка нападе на ассасинів, щойно помітить їх. Головна визначна пам'ятка і найпівнічніша точка міста — площа й собор Святого Петра. Іншою визначною пам'яткою є замок Сант-Анджело, фортеця Борджіа. Ватикан ізольований від решти Риму річкою Тибр, тому переправитись туди без човна можна тільки через міст Сант-Анджело.

Рим поділений на 11 округів, у кожному з яких височіє вежа Борджіа. Околиці вежі є забороненою зоною, в якій чергують численні вартові. Вони стежать за порядком і охороняють капітана Борджіа, якого треба вбити для захоплення вежі. Після захоплення вежі гравець може купувати навколишні крамниці та громадські споруди на користь ассасинів. Також після знищення башти в окрузі з'являються голубівні та люди, яких можна завербувати до лав Ордену Ассасинів, щоб отримувати та відправляти повідомлення Завойована вежа стає вежею ассасинів і діє як звичайна голубівня й точка огляду.
Інші місця Італії. Дві останніх місії першої послідовності відбуваються в Монтеріджоні, яка нічим не відрізняється від старої версії у другій частині гри. Остання місія гри відбувається не в Римі, а в Іспанії, а саме — в місті Віана, де навколо відбуваються польові та міські битви з наварцями, під командуванням Чезаре Борджіа та віанцями.
Крім Риму, найбільшого міста в серії, під час виконання завдань Леонардо і спогадів про Христину можна відвідати і побачити такі місця Італії, як: Неаполь, Замок Неаполя, Коллі-Олбені, Албанські гори, Озеро Нері, Везувій, Монте-Чірчео, Вальянеріна, Флоренція (частина), Венеція (частина).
У грі присутні всі визначні пам'ятки тодішнього Риму, про які було відомо на час її розробки. Для збільшення доходу на користь ассасинів можна придбати такі з них, як: Мавзолей Августа, Пантеон, Палац Сенаторів (Табуларій), Арка Тита, Арка Костянтина, Базиліка Максенция, Колізей, Палатин, Терми Траяна, Терми Каракали, Терми Діоклетіана, Акведук (8 штук у різних частинах Риму), Піраміда Цестія.
Визначні пам'ятки, в які можна потрапити тільки під час спогадів:Велика Клоака, Лантеранский палац, Гребінці Цестія (під пірамідою Цестія), Підземелля Колізею, Внутрішні приміщення головної будівлі замку Сант Анджело, Сикстинська капела, Собор Святого Петра.
Собор Святого Петра, Апостольський (Ватиканський) палац, міські стіни — єдині в грі будівлі, на які не можна залізти. Водночас, у спогаді «Вовк в овечій шкурі» після вбивства кардинала, потрібно зробити стрибок віри з верхівки куполу собору Святого Петра.
Прапор Борджіа на верхівці замку Сант Анджело — найвища точка огляду в грі, з якого відкривається краєвид на Рим і сусідні долини.

### Бойова система
Під час бою гравець може виконувати різні фізичні та психологічні атаки. Під психічними атаками маються на увазі опція «дражнити противника», що підвищує рівень агресії щодо Еціо та провокує на невигідну для ворога атаку; зниження бойового духу, що відбувається при вбивстві різних потужних супротивників та змушує інших слабких ворогів розбігатися; удари в пах, що дозволяє після цього пробити захист; приціл з пістолета в одиночного противника (якщо довго тримати приціл, противник врешті-решт злякається й втече.
Керування: В агресивному стані: натискання клавіші голови дозволяє подражнити противника, спровокувавши його атаку; натискання клавіші руки зі зброєю дозволяє здійснити силову атаку, натискання кілька разів поспіль дозволяє провести комбо атак; натискання клавіші вільної руки дозволяє захопити противника щоб потім: атакувати головою, рукою без зброї або ногою, провести критичну атаку зброєю або відпустити; натискання клавіші ніг дозволяє вдарити противника ногою в пах, зменшивши рівень захисту противника.
В захисному стані: натискання клавіші голови дозволяє подражнити противника, спровокувавши його атаку (полегшує роззброєння); натискання клавіші руки зі зброєю точно в момент удару противника дозволяє провести контратаку (або обеззброїти противника, якщо гравець б'ється в рукопашну, зброя ворога залишається у гравця); натискання клавіші вільної руки дозволяє звільнитися із захвату противника; натискання клавіші ніг дозволяє швидко ухилитися від атаки противника.

### Вороги
- Звичайні солдати. Озброєні як правило одноручною зброєю: (мечами, булавами, молотами). Слабкі, покладаються на чисельність. Атаки завдають відносно малої шкоди, легко блокуються. Солдата дуже просто контратакувати або роззброїти, захист пробивається після декількох звичайних силових атак. Після знищення декількох солдатів інші можуть втекти.
- Офіцери. Додатково навчені солдати, озброєні переважно одноручною зброєю (мечами, булавами, молотами). Легко контратакуються, але важко роззброюються. Звільняються із захвату Еціо через деякий час. Можуть атакувати з коня, в цьому випадку для знищення противника доводиться спочатку збити ворога з коня.
- Спритники. Легкі одиниці, озброєні короткими клинками (ножами, кинджалами). Часто ухиляються від атак Еціо в бою, цей прийом використовується замість блоку. Їх легко контратакувати та обеззброїти. Єдиний противник, здатний наздогнати гравця, який тікає і вдарити ножем по спині, при цьому ассасин різко втрачає швидкість.
- Нишпорки. Одиниці ворога, озброєні піками або алебардами. Використовуючи свою зброю, можуть перевіряти стоги сіна на наявність в них ассасинів, тобто можуть знайти схованого в стозі сіна гравця. Атаки завдають великої шкоди, пробивають будь-який блок, контратакувати можна тільки спареними прихованими клинками. Блокують захвати, але легко обезброюються. Варто зазначити, що піка в руках Еціо забрана у противника є не менш небезпечною зброєю, здатною також легко пробивати захист ворогів і завдавати критичних ударів, однак при контратаці піка залишається в противника.
- Громила. Дуже небезпечні одиниці противника з потужною бронею і важким дворучною зброєю: (сокирою, дворучними мечами). Атаки громил легко пробивають блок, завдають великої шкоди і валять Еціо на землю, контратакувати можливо тільки спареними прихованими клинками, захвати блокуються. Пробити захист цих ворогів можна вдаривши ногою в пах або використавши димову шашку.
- Швейцарські гвардійці. Найскладніші противники, здатні виявляти вас в натовпі. З важкою бронею та одноручною зброєю вони легко ухиляються, стріляють з пістолета, блокують захвати і контратаки. Роззброїти так само складно, як і офіцерів. Поза місій зустрічаються тільки у Ватикані, де чергують біля замку Папи в кількості чотирьох або п'яти чоловік.
- Стрільці. Діляться на два види — з арбалетом і рушницею. Небезпека стрільців обох типів в тому, що їх атаки з дистанції неможливо заблокувати жодним чином крім в укриття, тож якщо помічений гравець не встигне підібратися до ворога до атаки або сховатися і якщо вчасно не пригнеться, то після пострілу противника він втратить частину здоров'я.
- Бандити. Випадкові зустрічі з бандитами не є рідкістю, вони сміливо заявляють про свої наміри позбавити вас гаманця. Коли вартові побачать бандита вона кидаються за ним навздогін, а розправившись з ним, перемикаються на вас.
- Герметисти. З'являються у додатку «Зникнення Да Вінчі». Такі ж як і спритники, тільки в іншому одязі.
- Люди Вовка (Послідовники Ромула). Їх легко перемогти, проте вони нападають групами. Озброєні кинджалами. Іноді кидають камені або метальні ножі.

### Зброя
Як основна зброя можуть використовуватися:
- Одноручна зброя: одноручні мечі, булави, молоти. Критична атака — постріл з пістолета.
- Дворучна зброя: алебарди (піки), сокири, дворучні мечі. Критична атака — метання сокири, меча (в будь-якому стані); метання алебарди (поки гравця не виявлено) або «вертушка» алебардою (в бою). Якщо гравець метнув зброю, то її доведеться витягувати з противника або підбирати з землі.

Додаткова зброя та спорядження має зумовлене ситуацією вузьке застосування. Критична атака — метання ножів в декількох (до трьох) противників. Як додаткова зброя та спорядження використовуються:
- Пістоль (6 куль, також в магазині Uplay можна придбати ще 4 додаткові кулі). Використовується для бою на дистанції, привертає увагу вартових гучним звуком пострілу, завдає критичного поранення будь-якому противнику.
- Метальні ножі (25 ножів). Використовуються для бою на дистанції, не привертають увагу якщо противник не бачить нападника і якщо ціль вдалося вбити ножем одразу.
- Арбалет (25 болтів). Використовується для бою на дистанції. Якщо супротивник не бачить стрільця, то йому завдається критичне поранення; тихий постріл арбалета не привертає до стрільця уваги.
- Кулаки. Використовуються для рукопашного бою. Критична атака — кидання піску в противника.
- Прихований клинок (мечі-наручі, «кіготь диявола»). Використовується для непомітного вбивства супротивників. Існує ефективніша модифікація — спарені клинки.
- Гроші (не обмежено). Кидання на землю грошей зменшує поточний актив гравця на 10f, але привертає до місця кидка людей. Дозволяє затримати вартових під час переслідування, сховатися в натовпі людей або просто приманити людей до потрібного місця.
- Димова шашка (3 шашки). Кидок на землю димової шашки дозволяє моментально приголомшити найближчих супротивників. Після цього можна або втекти, або швидко вбивати дезорієнтованих супротивників.
- Отруєний клинок (15 порцій отрути). Дозволяє вбити противника навіть при слабкому пораненні. Залежно від швидкості дії отрути, через певний час отруєний починає болісно вмирати, привертаючи до себе увагу вартових та пересічних містян. Присутня можливість вистрілити в супротивника отруєним дротиком з дистанції, постріл уваги ворогів не привертає.
- Ліки (15 порцій). Дозволяє миттєво відновити 10 одиниць здоров'я, незалежно від того, веде гравець в цю мить бій чи ні.
- Частка Едему. Сфера, створена стародавньою цивілізацією, з'являється в передостанній місії. При активації вбиває, підкорює або змушує здатися ворогів у певному радіусі, який залежить від рівня здоров'я Еціо. Використовується в ряді місій зі знищення Чезаре Борджіа та його людей.

### Багатокористувацька гра
Assassin's Creed: Brotherhood — перша гра серії, в якій реалізована багатокористувацька гра. Як було показано під час втечі із штабу організації «Абстерго» на початку гри Assassin's Creed II, тамплієри побудували спеціальний об'єкт, що містить в собі кілька десятків пристроїв «Анімус». Цей об'єкт слугує полігоном для підготовки новобранців ордену з метою ліквідації Ордену Ассасинів. Тамплієри мають намір використовувати техніку і спорядження своїх предків, використовуючи спогади висококваліфікованих сучасних тамплієрів. В мультиплеєрі представлено 21 клас персонажів, з яких: 14 базових, 4 з'являються з певним рівнем, 1 за Uplay-очки і 2 доступних в колекційних і подарункових версіях гри. В кожного з яких є своя техніка вбивства і свій комплекс навичок і зброї. У грі наявні 8 різних режимів мультиплеєрної гри: Розшук (англ. «Wanted»), Ускладнений розшук (англ. «Advanced Wanted»), Альянс (англ. «Alliance»), Ускладнений альянс (англ. « Advanced Alliance »), Вбивство (англ. «Assassination»), Полювання (англ. «Manhunt»), Ескорт (англ. «Escort»), Полювання за скринями (англ. «Hunt for chest») /

## Сюжет
Після фіналу Assassin's Creed II Еціо Аудіторе піднявся на вершини ієрархії ордена ассасинів. Йому вже 40 років, помстившись убивцям батька і братів, він покинув Рим і насолоджується життям на власній віллі в місті Монтеріджоні. Та Папа Римський, Родріго Борджіа, який також є магістром ордена тамплієрів, збирає армію для завоювання Італії. В 1499 році Монтеріджоні опиняється в облозі армії Папської області, на підмогу якій прибули французи. Облогою командує син папи римського — Чезаре Борджіа. Гармати Борджіа руйнують Монтеріджоні, а Чезаре на очах у Еціо вбиває Маріо. Еціо виводить вцілілих жителів крізь катакомби та вирішує повернутися в Рим, щоб зупинити Папу. Але дорогою він непритомніє через поранення в плече.
Дія переноситься на рік уперед, коли Еціо організовує в Римі підпілля. Він змушений зв'язатися з ізгоями — злодіями та кутизанками, та береться відроджуватися орден ассасинів, лідером якого формально був Нікколо Макіавеллі, який після передає титул очільника ордена Еціо. Для цього йому доводиться не лише розвідувати обстановку та рекрутувати ассасинів, а й шукати шляхи фінансування.
В сучасності Дезмонд, Люсі, Шон і Ребекка прибувають в Монтеріджоні. Вони знаходять віллу Еціо та влаштовують в її підземеллі криївку. Вони продовжують пошуки «Яблука Едему», щоб зупинити таємничу катастрофу, про яку попереджали записи попередньої цивілізації.
З «Анімуса» Дезмонд з'ясовує, що Еціо за допомогою Бартоломео, Ла Вольпе і Клаудії розкрив розташування «Яблука Едему». Також він довідується, що аристократка Катерина Сфорца, котра може його дістати, буде в замку Сант-Анджело наступного тижня, а Чезаре — там же з Папою. Крім того, Ла Вольпе повідомляє, що Макіавеллі — зрадник і показує як той зустрічається з солдатами Борджіа. Проте Еціо не вірить у зраду та просить Ла Вольпе не робити поспішних висновків.
Згодом Еціо проникає в замок і визволяє Катерину, але не встигає наздогнати Чезаре. Щоб відродити братство ассасинів, Еціо зустрічається з Леонардо да Вінчі, котрий заново створює втрачене раніше озброєння. Виявилося, що саме Леонардо й було передано «Яблуко», але потім його забрав Родріго Борджіа, щоб використати для здобуття влади. Да Вінчі розкриває Еціо розташування й таємниці всіх своїх винаходів і споруд, які він створив для армії Чезаре.
Від сенатора, який відвідує бордель, Еціо дізнається про місце розташування кардинала Хуана Борджіа, котрий фінансує армію Чезара. Вбивши його, Еціо позбавляє Чезаре коштів на війну. Потім Еціо і Бартоломео проникають в табір французів і вбивають барона Октавіана Валуа, командира папської армії. Потім Еціо рятує життя акторові П'єтро, який таємно зустрічається з Лукрецією — сестрою та коханкою Чезаре. Довідавшись про ці стосунки, Чезаре наказує тамплієрові Мікелетто отруїти П'єтро. Еціо стає на заваді вбивству, рятує актора, а той дає в подяку ключ від таємного входу до замку Сант-Анджело. Потім Еціо зустрічає злодія, що й був насправді зрадником, дозволивши підпустити військо до Монтеріджоні, вбиває його та забирає лист, який засвідчує зраду. Тим часом Ла Вольпе вже намірився вбити Макіавеллі, але Еціо наздоганяє його та переконує, що Макіавеллі не винний.
У сучасності Дезмонд завдяки спогадам Еціо знаходить гліфи свого попередника — Об'єкта 16, з яких отримує докази змови «Абстерго» проти ассасинів. Досліджуючи Монтеріджоні, Дезмонд також відшукує кілька загублених в 1500 році під час облоги міста речей.
Настає 1503 рік. Потрапивши в папський замок, Еціо вирішує вбити Чезаре, який саме вимагає аби Родріго дав йому «Яблуко Едему». Той відмовляє зі словами, що жага влади його сина перетнула всі розумні межі. В той час Лукреція попереджає Чезаре, що Родріго підсунув йому отруєну їжу. Чезаре змушує батька скуштувати отрути і Родріго в муках помирає. Потім він примушує Лукрецію видати де «Яблуко» та вирушає за ним в базиліку Сан-П'єтро.
Лукреція, бажаючи зупинити Чезаре, розповідає й Еціо де «Яблуко». Еціо випереджає Чезаре і, знайшовши «Яблуко», його силою знищує всі війська Чезаре в Римі. Потім він зриває зустріч Чезаре з кардиналами, в яких той прийшов просити допомоги. Згодом Чезаре за звинуваченням у зраді та вбивстві Родріго заарештовують.
У 1506 році Чезаре вдається втекти з ув'язнення в Кастилії при допомозі Мікелетто, та вирушити у Валенсію. Він сподівається набрати військо та заручитися підтримкою свого брата Іоанна III Наваррського. Еціо з Макіавеллі вислідковують Чезаре, коли той принижує Мікелетто. В результаті стається сутичка, Мікелетто стріляє та випадково ранить Макіавеллі. Еціо відмовляється від переслідування, що урятувати його.
Наступна нагода знищити Чезара випадає 1507 року. Еціо бере в облогу місто Віану, знаходить Чезаре і скидає його з урвища. Розладнавши таким чином плани тамплієрів на завоювання Італії, Еціо ховає «Яблуко Едему» під Колізеєм у Римі.
Дезмонд з Люсі вирушає на пошуки «Яблука» та отримує його в Колізеї. Але щойно він бере «Яблуко» до рук, його розум затьмарюється, Дезмонд ранить Люсі прихованим клинком і обоє непритомніють. Потім двоє невідомих знаходять їх і підмикають Дезмонда до «Анімуса». З фіналу доповнення «Зникнення да Вінчі» стає відомо, що одного з незнайомців звуть Вільям, а Дезмонд впав у кому.

## Персонажі
Сучасні персонажі:
- Дезмонд Майлс — головний герой всієї серії ігор, асасин, колишній бармен, нащадок Еціо і Альтаїра.
- Люсі Стіллман — асасин, навчає Дезмонда навичкам ассасина.
- Ребекка Крейн — інженер, сконструювала та вдосконалила Анімус 2.0.
- Шон Гастінґс — історик, постачає Дезмондові інформацію про персонажів, незграбний і нервовий цинік.
- Воррен Віддік — учений, тренер агентів Абстерґо (з'являється лише в багатокористувацькій грі).

Історичні персонажі:
- Еціо Аудіторе да Фіренце — головний герой гри, майстер-асасин і Великий Магістр італійського Ордену Асасинів, яким став (за ініціативою Макіавеллі) за відновлення могутності та слави Ордену.
- Маріо Аудіторе — дядько Еціо, майстер-асасин, Великий Магістр італійського Ордену Асасинів. Убитий Чезаре Борджіа.
- Клаудія Аудіторе — сестра Еціо, асасин.
- Марія Аудіторе — матір Еціо.
- Христина Веспуччі — кохана Еціо, з'являється у спогадах Еціо про неї. Гине у спогаді «Безплідні зусилля кохання».
- Ла Вольпе — друг Еціо, професійний злодій, асасин.
- Нікколо Макіавеллі — найкращий друг та радник Еціо, майстер-асасин і Великий Магістр італійського Ордену Асасинів після загибелі Маріо.
- Бартоломео д'Альвіано — друг Еціо, генерал армії Венеції, асасин.
- Пантасілея Бальоні — дружина Бартоломео.
- Леонардо да Вінчі — друг Еціо, художник, винахідник. Створив парашут для Еціо, а також повернув йому все втрачене спорядження.
- Катерина Сфорца — графиня Форлі, коханка Еціо, просить у найманців допомоги в обороні Форлі.
- Октавіан де Валуа — барон, французький полководець. Протистоїть ассасинам. Захопив у заручники Пантасілею Бальоні, внаслідок чого, вбитий Еціо.
- Фабіо Орсіні — кондотьєр римської армії, двоюрідний брат Бартоломео д'Альвіано, ассасин.
- Мікелетто Корель — тамплієр, професійний убивця, «права рука» Чезаре Борджіа.
- П'єтро Россі — актор, коханець Лукреції Борджіа. Був важко поранений унаслідок змови, організованої Мікелетто Корель та Чезаре Борджіа.
- Родріґо Борджіа — папа римський, Великий Магістр італійського Ордену Тамплієрів, вбитий Чезаре Борджіа.
- Чезаре Борджіа — син Родріго Борджіа, капітан — генерал папської армії, Великий Магістр італійського Ордену Тамплієрів (після смерті Родріґо). Атакував віллу Аудіторе, убив Маріо Аудіторе, вкрав Яблуко Едему і захопив у полон Катерину Сфорца. Протягом усієї гри є головним антагоністом гри. Впав з великої висоти після поштовху Еціо.
- Лукреція Борджіа — дочка Родріго, зведена сестра і за сумісництвом, коханка Чезаре. У доповненні «Зникнення Да Вінчі» — герцогиня.
- Егідіо Трокі — сенатор, брат Франческо Трокі.
- Франческо Трокі — камергер і секретар папи римського, брат Егідіо Трокі. Задушений Мікелето і кинутий в річку Тибр за наказом Чезаре.
- Федеріко Аудіторе — брат Еціо. З'являється у спогаді про Христину.
- В'єрі Пацці — син банкіра і тамплієр. З'являється у спогаді Еціо про Христину.
- Салаї — учень Леонардо Да Вінчі.
- Ерколе Массімо — лідер секти герметистів, союзник тамплієрів.

## Продажі
| Агрегатор    | Оцінка                                   |
| ------------ | ---------------------------------------- |
| GameRankings | (X360) 90.55% (PS3) 89.92 % (PC) 87.64 % |
| Metacritic   | (PS3) 90/100 (X360) 89/100 (PC) 88/100   |

| Видання                      | Оцінка    |
| ---------------------------- | --------- |
| 1Up.com                      | A-        |
| Edge                         | 8/10      |
| Eurogamer                    | 10/10     |
| Game Informer                | 9.25/10   |
| GamePro                      | 5/5 зірок |
| GameSpot                     | 8.5/10    |
| GameTrailers                 | 9/10      |
| IGN                          | 8/10      |
| Official Xbox Magazine (США) | 8/10      |

Гра перетнула ліміт у розмірі 1 млн копій менш ніж за тиждень. А також Assassin's Creed: Brotherhood стала найпродаванішою грою Ubisoft в Європі. Усього серія Assassin's Creed продалася числом 20 млн копій.

## Продовження
Четверта гра Assassin's Creed була анонсована 5 травня 2011 року. Події гри Assassin's Creed: Revelations розгортатимуться в Константинополі часів Османської імперії. Гравець знову переживе спогади Еціо і Альтаїра, а також дізнається подальшу долю Дезмонда. Гра вийшла 15 листопада 2011 року (PlayStation 3, Xbox 360) та 1 грудня на PC.

## Цікаві факти
- Люсі Стіллман на своєму комп'ютері грає в онлайн гру Assassin's Creed: Project Legacy. Це інший проект Ubisoft.
- Вілла Монтерріджоні, представлена в грі у двох типах (класичної і сучасної), не має жодної подібності із своїм реальним прототипом[11].
- в оригінальній версії гри, якщо відправляти асасинів виконувати завдання в Москві, сама Москва позначена десь на кордоні України та Польщі, а якщо в Константинополі, сам Константинополь розташований в Середземному морі.
- На карті світу в грі країни Європи мають сучасні кордони, хоча події відбуваються на початку XVI століття. Втім, цей ляп присутній у всіх іграх серії.
- Коли Дезмонд перший раз виходить з притулку наверх, він одягає годинник і навушник, які лежать на ящику, і впродовж всієї гри їх не знімає. Однак, якщо після цього зайти в Анімус і знову з нього вийти, годинник і навушник знову будуть лежати на тому ж місці, хоча в цей же час вони на Дезмонду.
- Після проходження послідовності, в якій потрібно врятувати Катерину Сфорца дається досягнення під назвою «Твоя принцеса в іншому замку…», що є прямим відсиланням до гри Super Mario Bros..
- В деяких кат-сценах орел на футболці Дезмонда повернутий то вліво, то вправо.
- Коли Еціо плаває, він практично не здійснює ніяких рухів ногами.
- Якщо відібрати у двірника мітлу, її можна використовувати як зброю (при цьому гравець отримає досягнення).
- Події в теперішньому відбуваються в 2012 році. Під час одної з розмов Люсі говорить: «Сьогодні 8 жовтня, значить супутник запустять через 74 дня». За допомогою найпростіших арифметичних підрахунків дата запуску супутника виходить 21 грудня — день зимового сонцестояння. Під час останньої місії з Дезмондом (проходить 2 дні) Юнона натякає на кінець світу через 72 дні. 21 грудня 2012 року — можливий кінець світу за календарем Майя.
- Мінерва, з якою Еціо на початку гри вступив в «діалог», є римською богинею мудрості, а Юнона — давньоримською богинею шлюбу, народження, материнства, жінок, жіночої продуктивної сили і дружиною Юпітера.
- Також арбалетом можна здійснювати контратаки.
- В Еціо немає клейма ассасинів на безіменному пальці лівої руки яке йому припекли під час посвяти в ассасини у другій частині гри.
- Після відвідин доктора іноді він буде говорити: «Auf Wiedersein» — це по-французьки", хоча насправді це по-німецьки. При виході зі спогадів під час розмови з Шоном і Ребеккою, остання каже, що мовні пакети Анімуса до пуття не налаштовані, через що й виникають подібні непорозуміння.